# 吕忠恕
吕忠恕（1916年2月7日—1991年12月12日），生于山东省临清县，著名植物生理学家，教授，博士生导师。1940年毕业于西北农学院（现名西北农林科技大学）园艺系并留校任教，1948年留学美国。1951年1月在美国威斯康星大学获博士学位后，响应祖国号召，回到西北农学院任园艺系教授、系主任。1952年调兰州大学生物系任教授、植物生理教研室主任、校学术委员会委员、校学位评定委员会委员，1956年起担任硕士研究生导师，1978年获得全国科学大会技术进步奖，1981年被国务院学位办批准为博士生导师，1991年第一批获得国务院政府特殊津贴。发表学术专著、论文50余篇（部），并担任中国植物生理学会理事、甘肃省植物生理学会理事长，是《植物学报》、《植物生理学报》、《西北植物学报》、《西北高原生物学集刊》等国家级学术刊物编委。曾任第六届全国政协委员，第五届甘肃省政协常委，九三学社中央委员会和中央参议委员会委员，九三学社甘肃省工委主任委员，是甘肃省和兰州市两级人大代表。

## 主要学术著作
1. 《果树生理》（吕忠恕，上海科学技术出版社出版，1982；此书为国内十多所农业院校本科生和研究生教材，1987年获甘肃省优秀教材奖）
2. 《甘肃砂田之研究》（吕忠恕 陈邦瑜，《农业学报》1955，Vol.6 No.3 P299-312）
3. 《甘肃砂田改良的一种方法》（吕忠恕 陈邦瑜 田春如，《土壤学报》1958，Vol.6 No.1 P65-69）
4. 《白兰瓜碳水化合物代谢作用的研究I果实发育与成熟期间糖分与抗坏血酸的累积》（吕忠恕 王邦锡，《植物学报》1959 ,8（3）p221-229）
5. 《白兰瓜碳水化合物代谢作用的研究 II矿质元素对果实内糖分累积的影响》（吕忠恕 王邦锡 陈邦瑜 贾桂芬 王宗周，《兰州大学学报》 1961,（2）p94-99）
6. 《白兰瓜碳水化合物代谢作用的研究III果实发育期间蔗糖合成与磷酸化作用的关系》吕忠恕 梁厚果 王邦锡 王保民 李明君 邵从本，《植物学报》1962 ，10（4）p317-326）
7. 《甜瓜果实的诱导呼吸作用》（吕忠恕 梁厚果，《科学通报》 1963 （4）p62-63）
8. 《白兰瓜呼吸作用的研究，III 果实发育期间呼吸途径的改变》（梁厚果 吕忠恕，《植物学报》1964, 12（3）267-273）
9. "Changjiao" hot peppers are nonclimacteric.Guihua Lu, Chengde yang, Houguo Liang, and Zhongshu Lu. Hortsci. 1990, 25: 807.;
10. Metabolisms of ribonucleic acid and protein in ripening apple fruits. Guihua Lu, Houguo Liang, and Zhongshu Lu. J. Plant Physiol. 1992, 139: 569-573;
11. Wound-induced respiration and ethylene production in thin slice of Chinese jujube fruits. Guihua Lu, Changjiang Li, and Zhongshu Lu. J. Plant Physiol. 1993, 141: 115-119;
12. Wound-induced ethylene production and respiration in pepper discs. Guihua Lu, Changjiang Li, and Zhongshu Lu. Plant Physiol. (Life Sci. Adv.)  1994, 13: 221-226

## 人才培养
吕忠恕教授曾为本科生和研究生讲授《植物生理学》《植物生长生理学》《植物水分生理学》《植物代谢生理学》《高级植物生理学》《矿质营养》《生长调节物质》《光合作用》《果树生理》等课程，50年代还为西北师范大学生物系开设了《植物生理学》课程。自1956年起培养硕士、博士研究生20余位，包括：
- 梁厚果（著名植物生理学专家，四川大学教授、博导）
- 张承烈（曾任兰州大学植物生理研究室主任，教授，博导）
- 王邦锡（曾任兰州大学生物系副主任，教授）
- 王保民（原杭州教育学院生物系系主任、教授）
- 黄维玉[永久]（陕西师范大学生物系教授）
- 曹仪植（兰州大学生物系教授、校教学名师）
- 吕贵华（美国杜邦公司研发中心技术经理和北京凯拓迪恩生物技术研发中心副总经理）
- 胡建成（兰州大学生命科学院副教授）
- 浦铜良（兰州大学生命科学院副教授）
- 种康（中国科学院植物研究所副所长、研究员、博导）
- 黄芳（中国科学院院植物研究所研究员、博导）
- 邱全胜[永久]（兰州大学生命科学院长江学者）
- 李长江（先正达生物科技（中国）有限公司研究员）